# Соларис (филм, 1972)
Вижте пояснителната страница за други значения на Соларис.
Соларис (на руски: Солярис) е филм от 1972 г. на руския (съветски) режисьор Андрей Тарковски, създаден по едноименния научнофантастичен роман на полския писател Станислав Лем.

## Сюжет
Внимание:  Текстът по-долу разкрива сюжета на произведението (или части от него)!
Соларистът психолог Крис Келвин се готви да отлети за космическата станция на Соларис. „Океанът“ на тази планета представлява гигантско разумно същество, или поне така смятат учените, посветили се на неговото изучаване. Соларистиката е в застой, защото вече десетилетия наред хората не успяват да осъществят контакт с „Океана“. Развити са безброй хипотези за неговата същност, но никоя от тях не е в състояние да реши проблема. Преди отпътуването Келвин се среща в дома на баща си с пилота соларист Бертон. Навремето той е участвал в издирването на изчезналите при проучване на „Океана“ физик Фехнер и радио биолог Вишняков. Претърсвайки повърхността със своя вертолет, Бертон се е натъкнал на феномен, имитация на гигантско човешко дете, създадена от Соларис. На кадрите, заснети тогава от него, се виждали само облаци и комисията, разследваща случая, заключава, че става дума за халюцинация. Професор Месенджър, който се заинтересува от случая, открива, че Фехнер е напуснал семейството си, оставяйки син сирак. Фактът не е взет предвид от комисията. Келвин, който след толкова години се запознава със случая, също е скептичен. И все пак на станцията нещо се е случило. Екипажът (състоящ се от кибернетика Снаут, физиолога Гибарян и астрофизика Сарториус) предава неясни и объркани данни. Това е и причината за изпращането на психолога Келвин там.
Пристигайки, той заварва станцията запусната. Никой не го посреща на ракетната площадка. Когато открива в каютата му Снаут, последният изглежда неадекватен и уплашен. От него Крис научава, че приятелят му доктор Гибарян е извършил самоубийство. С недомлъвки Снаут обяснява на Келвин, че е възможно да стане свидетел на нещо необикновено. Това скоро се случва. В коридора психологът зърва млада жена, която не би трябвало да е на станцията. Доктор Сарториус, който се е затворил в лабораторията изглежда не е сам. Видеозаписът оставен от Гибарян внася допълнителен смут в душата на Келвин.
Преди това скептик, сега той се барикадира в каютата си. Събуждайки се открива, че не е сам. До него е съпругата му Хари, самоубила се преди години, когато той я е напуснал. Сега тя се държи сякаш нищо особено не се е случило. Изпаднал в ужас от призрака, Келвин се опитва да се отърве от него. Той затваря „жена си“ в една ракета и я изстрелва в открития Космос. Това няма да му помогне, защото призраците се връщат отново и отново. Създава ги „Океанът“, извличайки най-съкровените и болезнени спомени от човешкия мозък. Както обяснява Снаут, всичко е започнало, когато учените приложили рентгеново лъчение върху Соларис. Най-после соларистите са успели да осъществят контакт. Въпросът е как да живеят сега с материализацията на най-интимни и често срамни и болезнени за тях спомени, мисли и желания, при това видими за всички. Гибарян не е издържал и се е самоубил. Сарториус „търси лек срещу безсмъртието“ на призраците, които могат да регенерират. Ужасът на Крис постепенно се заменя със симпатия към новата Хари, която все повече се очовечава. Възниква въпросът „гостите“ (както учените ги наричат) хора ли са? Студенокръвният Сарториус твърди, че не са. Келвин гледа на Хари като на човек. Снаут му съчувства, защото знае, че накрая всичко ще свърши с унищожението на „гостите“.
Основна тема във филма е човешката съвест, аспект, който вълнува Тарковски дълбоко и намира отражение в много от филмите му. Важно място заема и противоречието на земната, човешка цивилизация на чуждия и неразбираем Космос. „Ние изобщо не искаме да завоюваме никакъв Космос. Искаме само да разширим Земята до неговите граници“, смята Снаут.

## Символите във филма
В „Соларис“ има множество препратки към емблематични за човешката цивилизация творби и символи: музиката на Бах, репродукция на иконата „Троица“ от Андрей Рубльов в каютата на Келвин, картините с въздухоплавателни апарати в къщата на баща му. В библиотеката на станция „Соларис“ има копия на бюста на Есхил и статуята Венера Милоска, готически витраж, книгата на Сервантес „Дон Кихот“ с гравюри на Гюстав Доре Особено място тук заемат картините на Питер Брьогел Стария: „Икар“, „Сенокос“, „Мрачен ден“, „Вавилонската кула“ и „Ловци в снега“ („Зима“). Последната играе немаловажна роля във филма. Камерата дълго се спира на детайли от нея, а впоследствие картината се появява в черно-белия сън на Келвин с майка му. Творчеството на Брьогел Стария е вълнувало дълбоко Тарковски. Символи от картините на нидерландския живописец се появяват и в „Андрей Рубльов“. Финалната сцена на „Соларис“, в която Келвин коленичи пред баща си, а той го прегръща, навява асоциации за картината „Завръщането на блудния син“ от Рембранд. Природните пейзажи и техните детайли (езерото, тревите, водните растения) са показани подробно. Те са като символ на планетата Земя, противостоящ се на плашещите неземни гледки от Соларис. В това отношение трактовката на Тарковски силно се различава от идеите в романа на Лем, което става причина за неособено положителното отношение на Лем към екранизацията. Известно е, че Тарковски е гледал филма на Кубрик 2001: Космическа одисея. Докато във филма на Кубрик космосът е нещо прекрасно и възхитително, при Тарковски той е противопоставен на копнежа по Земята – символ на дома, в широкия смисъл, който той носи в творчеството на Тарковски. Домът е по-късно тема и на един от най-трансценденталните филми на режисьора: „Огледало“.

## Интересни факти
- Художникът на филма Михаил Ромадин споделя, че Тарковски искал две-трети от действието в „Соларис“ да се развива на Земята и само една трета в Космоса. Станислав Лем остро се противопоставил на тази идея, заплашвайки, че ще оттегли разрешението си да се снима филм по романа му. Самият Тарковски заявява[2], че научнофантастичните елементи в „Соларис“ са наложени от първоизточника. Според него филмът би се получил по-добре, ако те са били сведени до минимум, за да не отвличат зрителя от същината на разглежданите проблеми.

- При създаване на проекта за интериор на станция „Соларис“, Ромадин се ръководел от искането на Тарковски (което сам споделял), тя да не бъде технологическо чудо, а обикновена и „пределно реалистична“, напомняща „стар раздрънкан автобус“.

- За „Соларис“ Едуард Артемиев е направил електронна обработка на Фа-минорна хорална прелюдия от Йохан Себастиян Бах.[3] Композиторът е използвал фотоелектронен синтезатор, което е новаторство за времето си. Артемиев разказва, че първоначално Тарковски смятал филмът да бъде озвучен само с природни звуци.

- През 70-те години на 20 век в СССР съществувала практика за даден филм да се отпускат определени количества цветна и черно-бяла лента. Режисьорът е бил длъжен да оползотвори и двете. Тарковски е успял да превърне това в художествен ефект.

- В интервю актрисата Наталия Бондарчук твърди, че тя е дала екземпляр на романа „Соларис“ на Тарковски, когато е била дванадесетгодишно момиче, а той студент и все още не бил чел книгата.

- Соларис е един от любимите филми на Ларс фон Трир, който е считан за модерния продължител на творческата програма на Тарковски.[4]

## Актьори и персонажи
- Донатас Банионис – Крис Келвин, соларист психолог (озвучен от Владимир Замански)
- Наталия Бондарчук – Хари, двойничка на покойната съпруга на Келвин, създадена от „Океана“ на Соларис
- Юрий Ярвет – доктор Снаут, кибернетик (озвучен от Владимир Татосов)
- Анатолий Солоницин – доктор Сарториус, астробиолог
- Николай Гринко – бащата на Крис
- Олга Барнет – майката на Крис
- Владислав Дворжецки – Анри Бертон, пилот
- Тамара Огородникова – Анна, леля на Крис
- Сос Саркисян – доктор Гибарян, физиолог
- Александър Мишарин – председател на комисията по „Случая Бертон“
- Георги Тейх – професор Месенджър, член на комисията по „Случая Бертон“

## Екип
- Сценарий – Фридрих Горенштайн, Андрей Тарковски
- Режисьор – Андрей Тарковски
- Оператори – Вадим Юсов, Евгений Шведов
- Композитор – Едуард Артемиев
- Звукорежисьор – Семьон Литвинов
- Художник – Михаил Ромадин
- Художник на костюмите – Нели Фомина
- Продуцент – Вячеслав Тарасов

## Награди
- 1972 г. – Приз „Голямата награда на журито“ за Андрей Тарковски от Международния филмов фестивал в Кан.
- 1972 г. – Приз на XXVIII Международен кинофестивал в Карлови Вари, Прага.
- 1973 г. – Приз в категорията „Най-добра женска роля“ за Наталия Бондарчук на IX международен кинофестивал в Панама.

## Номинации
- 1972 г. – Номинация за „Златна палма на ветровете“ от Международния филмов фестивал в Кан.
- 1977 г. – Номинация в категорията „Най-добър научнофантастичен филм“ от Академията за научнофантастични, фентъзи и филми на ужасите, САЩ.

## Римейк
- „Соларис“ от 2002 г. на режисьора Стивън Содърбърг.